# Horley (Oxfordshire)
Horley is een civil parish in het bestuurlijke gebied Cherwell, in het Engelse graafschap Oxfordshire met 336 inwoners.